# Glädjen (musikalbum)
Glädjen är ett studioalbum av Sonia Sahlström och hennes make Håkan Larsson, utgivet 2009 av Giga. På albumet spelar Sonia många låtar som hon lärt sig efter sin pappa, Eric Sahlström. Titeln på albumet kommer efter polskan "Glädjen" efter spelmannen Byss-Calle. En annan variant av polskan kallas "Åkerbystålet".
Nyckelharpisten Olov Johansson medverkade som inspelningstekniker och medproducent.

## Låtlista
Alla låtar är traditionella om inget annat anges.
1. "A-durvalsen" – 2:11
2. "Mormors brudpolska" – 2:50
3. "Polska efter Pekkos Olle" – 1:54
4. "Gumman som vågade mot Näcken" – 1:30
5. "Glädjen" – 2:08
6. "Pintorpafrun" – 1:56
7. "Disapolskan" (August Bohlin) – 1:41
8. "Vid Stormyren" (Eric Sahlström) – 3:12
9. "Oles polska" (Viksta-Lasse) – 1:48
10. "Vals efter Rapp Kalle" – 1:45
11. "Polska från Österbybruk" – 2:02
12. "Per Brahes marsch" – 2:15
13. "Danmarkar'n" – 1:44
14. "Långbacka Jans polska" – 2:16
15. "Polska efter August Bohlin" – 1:40
16. "Hem från Gesunda" (Eric Sahlström) – 2:35
17. "Gammal Ljungkvistervals" – 2:45
18. "Norrbommens polska" – 1:55
19. "Eklundapolska nr 1" (Viksta-Lasse) – 3:13
20. "Masbokraspen" – 1:46
21. "Polska efter Anders Sahlström" – 1:31
22. "Mjölnar Viklund" – 2:27
23. "Polska efter Anders Sahlström" – 1:34
24. "Brännvinsmarschen" – 1:41
25. "Klockarpolketten" – 0:57
26. "Polska efter Röjås Jonas" – 1:51
27. "Polska efter Dräng Jerk" – 2:19
28. "Fars lilla" – 1:57
29. "Jag lyfter ögat" – 3:12
30. "Fläskrökarvalsen" (Eric Sahlström) – 2:46

Total tid: 64:17

## Medverkande
- Sonia Sahlström – fiol, silverbasharpa
- Håkan Larsson – munspel, fiol
- Olle Larsson – elbas (spår 30)